# Liste des titres musicaux numéro un en France en 2021
Cette page liste les titres musicaux (singles et albums) numéros un en France pour l'année 2021 selon le Syndicat national de l'édition phonographique (SNEP).
- Les numéros un singles mégafusion sont issus de la fusion des écoutes en streaming et des ventes en téléchargement, comptés en « unités » et où 150 streams équivalent à une vente.
- Les numéros un albums mégafusion sont issus de la fusion des écoutes en streaming, des ventes physiques et des téléchargements, comptés en « unités » et où 1 000 streams moins 50 % des volumes du titre de l’album le plus streamé, équivalent à une vente.

Les classements sont comptabilisés pour la première fois, pour le compte du SNEP, dès la semaine du 8 janvier par l'Official Charts Company.
Les ventes sont comptabilisées chaque semaine du vendredi au jeudi et la date notée dans cette liste est celle du vendredi suivant le dernier jour de ventes, comme cela apparaît sur le site du SNEP.

## Classement des singles
| №  | Date         | Mégafusion (Téléchargements + Streaming)                                                    | Mégafusion (Téléchargements + Streaming) | Mégafusion (Téléchargements + Streaming) | Ventes                                 | Ventes                          | Ventes  |
| №  | Date         | Artiste                                                                                     | Titre                                    | Réf                                      | Artiste                                | Titre                           | Réf     |
| -- | ------------ | ------------------------------------------------------------------------------------------- | ---------------------------------------- | ---------------------------------------- | -------------------------------------- | ------------------------------- | ------- |
| 1  | 8 janvier    | Dua Lipa featuring Angèle                                                                   | Fever                                    | [ 2 ]                                    | Dua Lipa featuring Angèle              | Fever                           | [ 3 ]   |
| 2  | 15 janvier   | Dua Lipa featuring Angèle                                                                   | Fever                                    | [ 4 ]                                    | Dua Lipa featuring Angèle              | Fever                           | [ 5 ]   |
| 3  | 22 janvier   | Dua Lipa featuring Angèle                                                                   | Fever                                    | [ 6 ]                                    | Dua Lipa featuring Angèle              | Fever                           | [ 7 ]   |
| 4  | 29 janvier   | Booba                                                                                       | Ratpi world                              | [ 8 ]                                    | Dua Lipa featuring Angèle              | Fever                           | [ 9 ]   |
| 5  | 5 février    | Booba                                                                                       | Ratpi world                              | [ 10 ]                                   | Dua Lipa featuring Angèle              | Fever                           | [ 11 ]  |
| 6  | 12 février   | SCH                                                                                         | Marché noir                              | [ 12 ]                                   | Barbara Pravi                          | Voilà                           | [ 13 ]  |
| 7  | 19 février   | Dua Lipa featuring Angèle                                                                   | Fever                                    | [ 14 ]                                   | M. Pokora                              | Si On Disait                    | [ 15 ]  |
| 8  | 26 février   | Dua Lipa featuring Angèle                                                                   | Fever                                    | [ 16 ]                                   | Grand Corps Malade & Camille Lellouche | Mais Je T'Aime                  | [ 17 ]  |
| 9  | 5 mars       | Tayc                                                                                        | Le temps                                 | [ 18 ]                                   | OrelSan                                | Suicide Social                  | [ 19 ]  |
| 10 | 12 mars      | Booba featuring JSX                                                                         | Mona Lisa                                | [ 20 ]                                   | Tayc                                   | Le Temps                        | [ 21 ]  |
| 11 | 19 mars      | Booba featuring JSX                                                                         | Mona Lisa                                | [ 22 ]                                   | Grand Corps Malade                     | Mesdames                        | [ 23 ]  |
| 12 | 26 mars      | SCH featuring Freeze Corleone                                                               | Mannschaft                               | [ 24 ]                                   | The Weeknd                             | Save Your Tears                 | [ 25 ]  |
| 13 | 2 avril      | Moha K                                                                                      | Vroum Vroum                              | [ 26 ]                                   | The Weeknd                             | Save Your Tears                 | [ 27 ]  |
| 14 | 9 avril      | Lil Nas X                                                                                   | Montero (Call Me by Your Name)           | [ 28 ]                                   | The Weeknd                             | Save Your Tears                 | [ 29 ]  |
| 15 | 16 avril     | Lil Nas X                                                                                   | Montero (Call Me by Your Name)           | [ 30 ]                                   | The Weeknd                             | Save Your Tears                 | [ 31 ]  |
| 16 | 23 avril     | Lil Nas X                                                                                   | Montero (Call Me by Your Name)           | [ 32 ]                                   | The Weeknd                             | Save Your Tears                 | [ 33 ]  |
| 17 | 30 avril     | Naps                                                                                        | La Kiffance                              | [ 34 ]                                   | The Weeknd                             | Save Your Tears                 | [ 35 ]  |
| 18 | 7 mai        | Damso                                                                                       | Morose                                   | [ 36 ]                                   | The Weeknd                             | Save Your Tears                 | [ 37 ]  |
| 19 | 14 mai       | Naps                                                                                        | La kiffance                              | [ 38 ]                                   | The Weeknd                             | Save Your Tears                 | [ 39 ]  |
| 20 | 21 mai       | Naps                                                                                        | La kiffance                              | [ 40 ]                                   | The Weeknd                             | Save Your Tears                 | [ 41 ]  |
| 21 | 28 mai       | Naps                                                                                        | La kiffance                              | [ 42 ]                                   | Grand Corps Malade & Louane            | Derrière Le Brouillard          | [ 43 ]  |
| 22 | 4 juin       | Naps                                                                                        | La kiffance                              | [ 44 ]                                   | BTS                                    | Butter                          | [ 45 ]  |
| 23 | 11 juin      | Soso Maness featuring PLK                                                                   | Petrouchka                               | [ 46 ]                                   | Justin Wellington featuring Small Jam  | Iko Iko (My Bestie)             | [ 47 ]  |
| 24 | 18 juin      | Soso Maness featuring PLK                                                                   | Petrouchka                               | [ 48 ]                                   | Justin Wellington featuring Small Jam  | Iko Iko (My Bestie)             | [ 49 ]  |
| 25 | 25 juin      | Soso Maness featuring PLK                                                                   | Petrouchka                               | [ 50 ]                                   | Justin Wellington featuring Small Jam  | Iko Iko (My Bestie)             | [ 51 ]  |
| 26 | 2 juillet    | Soso Maness featuring PLK                                                                   | Petrouchka                               | [ 52 ]                                   | Justin Wellington featuring Small Jam  | Iko Iko (My Bestie)             | [ 53 ]  |
| 27 | 9 juillet    | Soso Maness featuring PLK                                                                   | Petrouchka                               | [ 54 ]                                   | Justin Wellington featuring Small Jam  | Iko Iko (My Bestie)             | [ 55 ]  |
| 28 | 16 juillet   | Soso Maness featuring PLK                                                                   | Petrouchka                               | [ 56 ]                                   | Justin Wellington featuring Small Jam  | Iko Iko (My Bestie)             | [ 57 ]  |
| 29 | 23 juillet   | Naps                                                                                        | La kiffance                              | [ 58 ]                                   | BTS                                    | Permission To Dance             | [ 59 ]  |
| 30 | 30 juillet   | Naps                                                                                        | La kiffance                              | [ 60 ]                                   | Kungs                                  | Never Going Home                | [ 61 ]  |
| 31 | 6 août       | Naps                                                                                        | La kiffance                              | [ 62 ]                                   | Ed Sheeran                             | Bad Habits                      | [ 63 ]  |
| 32 | 13 août      | Naps                                                                                        | La kiffance                              | [ 64 ]                                   | Ed Sheeran                             | Bad Habits                      | [ 65 ]  |
| 33 | 20 août      | Naps                                                                                        | La kiffance                              | [ 66 ]                                   | Ed Sheeran                             | Bad Habits                      | [ 67 ]  |
| 34 | 27 août      | Oboy                                                                                        | TDB                                      | [ 68 ]                                   | Ed Sheeran                             | Bad Habits                      | [ 69 ]  |
| 35 | 3 septembre  | Oboy                                                                                        | TDB                                      | [ 70 ]                                   | Ed Sheeran                             | Bad Habits                      | [ 71 ]  |
| 36 | 10 septembre | Oboy                                                                                        | TDB                                      | [ 72 ]                                   | Elton John & Dua Lipa                  | Cold Heart (PNAU Remix)         | [ 73 ]  |
| 37 | 17 septembre | Oboy                                                                                        | TDB                                      | [ 74 ]                                   | Elton John & Dua Lipa                  | Cold Heart (PNAU Remix)         | [ 75 ]  |
| 38 | 24 septembre | Oboy                                                                                        | TDB                                      | [ 76 ]                                   | Elton John & Dua Lipa                  | Cold Heart (PNAU Remix)         | [ 77 ]  |
| 39 | 1er octobre  | CKay featuring Joeboy & Kuami Eugene                                                        | Love Nwantiti                            | [ 78 ]                                   | Elton John & Dua Lipa                  | Cold Heart (PNAU Remix)         | [ 79 ]  |
| 40 | 8 octobre    | CKay featuring Joeboy & Kuami Eugene                                                        | Love Nwantiti                            | [ 80 ]                                   | Coldplay x BTS                         | My Universe                     | [ 81 ]  |
| 41 | 15 octobre   | CKay featuring Joeboy & Kuami Eugene                                                        | Love Nwantiti                            | [ 82 ]                                   | Elton John & Dua Lipa                  | Cold Heart (PNAU Remix)         | [ 83 ]  |
| 42 | 22 octobre   | CKay featuring Joeboy & Kuami Eugene                                                        | Love Nwantiti                            | [ 84 ]                                   | Elton John & Dua Lipa                  | Cold Heart (PNAU Remix)         | [ 85 ]  |
| 43 | 29 octobre   | Le Classico Organisé (Lacrim, Alonzo, Mister You, Jul, Kofs, Da Uzi, Le Rat Luciano)        | Loi de la calle                          | [ 86 ]                                   | Adele                                  | Easy On Me                      | [ 87 ]  |
| 44 | 5 novembre   | CKay featuring Joeboy & Kuami Eugene                                                        | Love Nwantiti                            | [ 88 ]                                   | Elton John & Dua Lipa                  | Cold Heart (PNAU Remix)         | [ 89 ]  |
| 45 | 12 novembre  | Le Classico Organisé (Koba LaD, Jul, PLK, SCH, Gazo, Soso Maness, Kofs, Guy 2 Bezbar, Naps) | Le Classico Organisé                     | [ 90 ]                                   | Elton John & Dua Lipa                  | Cold Heart (PNAU Remix)         | [ 91 ]  |
| 46 | 19 novembre  | Le Classico Organisé (Koba LaD, Jul, PLK, SCH, Gazo, Soso Maness, Kofs, Guy 2 Bezbar, Naps) | Le Classico Organisé                     | [ 92 ]                                   | Elton John & Dua Lipa                  | Cold Heart (PNAU Remix)         | [ 93 ]  |
| 47 | 26 novembre  | Orelsan                                                                                     | L'odeur de l'essence                     | [ 94 ]                                   | Elton John & Dua Lipa                  | Cold Heart (PNAU Remix)         | [ 95 ]  |
| 48 | 3 décembre   | Orelsan                                                                                     | Jour meilleur                            | [ 96 ]                                   | Adele                                  | Easy On Me                      | [ 97 ]  |
| 49 | 10 décembre  | Ninho                                                                                       | Jefe                                     | [ 98 ]                                   | Adele                                  | Easy On Me                      | [ 99 ]  |
| 50 | 17 décembre  | Ninho                                                                                       | Jefe                                     | [ 100 ]                                  | Adele                                  | Easy On Me                      | [ 101 ] |
| 51 | 24 décembre  | Ninho                                                                                       | Jefe                                     | [ 102 ]                                  | Adele                                  | Easy On Me                      | [ 103 ] |
| 52 | 31 décembre  | Ninho                                                                                       | Jefe                                     | [ 104 ]                                  | Mariah Carey                           | All I Want For Christmas Is You | [ 105 ] |

## Classement des albums
Le classement mégafusion intègre les écoutes en streaming des titres des albums, les ventes physiques (CDs, Vinyles) et les ventes par téléchargement. Les écoutes en streaming sont converties en « équivalent ventes » qui sont ensuite ajoutées aux ventes physiques et aux téléchargements.
Les albums streamés sont convertis en « unités » sur la base suivante :
- somme de tous les streams des titres de l’album (Abonnements uniquement) ;
- retrait de 50 % des volumes du titre de l’album le plus streamé ;
- division du résultat par 1 500 et obtention du nombre d’équivalent-albums ;
- ajout du nombre d’équivalent-albums obtenu aux ventes physiques et aux téléchargements.

| №  | Date         | Mégafusion (Ventes + Streaming) | Mégafusion (Ventes + Streaming)    | Mégafusion (Ventes + Streaming) | Mégafusion (Ventes + Streaming) | Ventes    | Ventes                         | Ventes |
| №  | Date         | Artiste                         | Titre                              | Unités                          | Réf.                            | Artiste   | Titre                          | Ventes |
| -- | ------------ | ------------------------------- | ---------------------------------- | ------------------------------- | ------------------------------- | --------- | ------------------------------ | ------ |
| 1  | 8 janvier    | Jul                             | Loin du monde                      | 9 895                           | [ 107 ]                         | Indochine | Singles Collection (1981-2001) | ?      |
| 2  | 15 janvier   | ZKR                             | Dans les mains                     | 14 218                          | [ 109 ]                         | ZKR       | Dans les mains                 | 4 800  |
| 3  | 22 janvier   | Mister V                        | MVP Réédition                      | 7 687                           | [ 111 ]                         | Mister V  | MVP Réédition                  | ?      |
| 4  | 29 janvier   | Jul                             | Loin du monde                      | 7 687                           | [ 113 ]                         | ?         | ?                              | ?      |
| 5  | 5 février    | Bénabar                         | Indocile heureux                   | 6 296                           | [ 114 ]                         | Bénabar   | Indocile heureux               | 6 000  |
| 6  | 12 février   | Hamza                           | 140 BPM 2                          | 7 900                           | ,                               | ?         | ?                              | ?      |
| 7  | 19 février   | Julien Clerc                    | Terrien                            | 10 625                          | [ 118 ]                         | ?         | ?                              | ?      |
| 8  | 26 février   | Elsa Esnoult                    | 5                                  | 8 936                           | [ 119 ]                         | ?         | ?                              | ?      |
| 9  | 5 mars       | Gazo                            | Drill Fr                           | 8 618                           | [ 120 ]                         | ?         | ?                              | ?      |
| 10 | 12 mars      | Les Enfoirés                    | Les Enfoirés à côté de vous        | 118 227                         | [ 121 ]                         | ?         | ?                              | ?      |
| 11 | 19 mars      | Les Enfoirés                    | Les Enfoirés à côté de vous        | 48 340                          | [ 122 ]                         | ?         | ?                              | ?      |
| 12 | 26 mars      | SCH                             | JVLIVS II                          | 13 622                          | [ 123 ]                         | ?         | ?                              | ?      |
| 13 | 2 avril      | Djadja & Dinaz                  | Spleen                             | 25 804                          | [ 124 ]                         | ?         | ?                              | ?      |
| 14 | 9 avril      | Naps                            | Les mains faites pour l'or         | 13 622                          | [ 125 ]                         | ?         | ?                              | ?      |
| 15 | 16 avril     | SCH                             | Jvlivs II                          | 9 203                           | [ 126 ]                         | ?         | ?                              | ?      |
| 16 | 23 avril     | 47Ter                           | Légende                            | 8 800                           | [ 127 ]                         | ?         | ?                              | ?      |
| 17 | 30 avril     | SCH                             | Jvlivs II                          | 11 020                          | [ 128 ]                         | ?         | ?                              | ?      |
| 18 | 7 mai        | Damso                           | QALF infinity                      | 27 764                          | [ 129 ]                         | ?         | ?                              | ?      |
| 19 | 14 mai       | Damso                           | QALF infinity                      | 15 039                          | [ 130 ]                         | ?         | ?                              | ?      |
| 20 | 21 mai       | Damso                           | QALF infinity                      | 10 229                          | [ 131 ]                         | ?         | ?                              | ?      |
| 21 | 28 mai       | Sofiane                         | La Direction                       | 10 817                          | [ 132 ]                         | ?         | ?                              | ?      |
| 22 | 4 juin       | Gims                            | Les vestiges du fléau              | 8 116                           | [ 133 ]                         | ?         | ?                              | ?      |
| 23 | 11 juin      | Soso Maness                     | Avec le temps                      | 17 129                          | [ 134 ]                         | ?         | ?                              | ?      |
| 24 | 18 juin      | Clara Luciani                   | Cœur                               | 22 288                          | [ 135 ]                         | ?         | ?                              | ?      |
| 25 | 25 juin      | Clara Luciani                   | Cœur                               | 12 814                          | [ 136 ]                         | ?         | ?                              | ?      |
| 26 | 2 juillet    | Jul                             | Demain ça ira                      | 33 312                          | [ 137 ]                         | ?         | ?                              | ?      |
| 27 | 9 juillet    | Jul                             | Demain ça ira                      | 20 198                          | [ 138 ]                         | ?         | ?                              | ?      |
| 28 | 16 juillet   | Jul                             | Demain ça ira                      | 14 200                          | [ 139 ]                         | ?         | ?                              | ?      |
| 29 | 23 juillet   | Laylow                          | L'étrange histoire de Mr. Anderson | 34 446                          | [ 140 ]                         | ?         | ?                              | ?      |
| 30 | 30 juillet   | Laylow                          | L'étrange histoire de Mr. Anderson | 9 818                           | [ 141 ]                         | ?         | ?                              | ?      |
| 31 | 6 août       | Billie Eilish                   | Happier Than Ever                  | 14 695                          | [ 142 ]                         | ?         | ?                              | ?      |
| 32 | 13 août      | Jul                             | Demain ça ira                      | 7 393                           | [ 143 ]                         | ?         | ?                              | ?      |
| 33 | 20 août      | Jul                             | Demain ça ira                      | 6 393                           | [ 144 ]                         | ?         | ?                              | ?      |
| 34 | 27 août      | Mylène Farmer                   | Plus grandir                       | 13 152                          | [ 145 ]                         | ?         | ?                              | ?      |
| 35 | 3 septembre  | Kanye West                      | Donda                              | 9 476                           | [ 146 ]                         | ?         | ?                              | ?      |
| 36 | 10 septembre | Soprano                         | Chasseur d'étoiles                 | 29 766                          | [ 147 ]                         | ?         | ?                              | ?      |
| 37 | 17 septembre | Johnny Hallyday                 | Johnny Acte II                     | 30 463                          | [ 148 ]                         | ?         | ?                              | ?      |
| 38 | 24 septembre | Florent Pagny                   | L'Avenir                           | 16 453                          | [ 149 ]                         | ?         | ?                              | ?      |
| 39 | 1er octobre  | Leto                            | 17 %                               | 8 521                           | [ 150 ]                         | ?         | ?                              | ?      |
| 40 | 8 octobre    | Amel Bent                       | Vivante                            | 6 113                           | [ 151 ]                         |           |                                |        |
| 41 | 15 octobre   | Naps                            | Best life                          | 11 674                          | [ 152 ]                         |           |                                |        |
| 42 | 22 octobre   | Coldplay                        | Music of the Spheres               | 15 908                          | [ 153 ]                         |           |                                |        |
| 43 | 29 octobre   | Coldplay                        | Music of the Spheres               | 8 081                           | [ 154 ]                         |           |                                |        |
| 44 | 5 novembre   | Ed Sheeran                      | =                                  | 29 614                          | [ 155 ]                         |           |                                |        |
| 45 | 12 novembre  | ABBA                            | Voyage                             | 38 598                          | [ 156 ]                         |           |                                |        |
| 46 | 19 novembre  | Ziak                            | Akimbo                             | 18 766                          | [ 157 ]                         |           |                                |        |
| 47 | 26 novembre  | Orelsan                         | Civilisation                       | 138 929                         | [ 158 ]                         |           |                                |        |
| 48 | 3 décembre   | Orelsan                         | Civilisation                       | 49 839                          | [ 159 ]                         |           |                                |        |
| 49 | 10 décembre  | Ninho                           | Jefe                               | 66 685                          | [ 160 ]                         |           |                                |        |
| 50 | 17 décembre  | Orelsan                         | Civilisation                       | 45 649                          | [ 161 ]                         |           |                                |        |
| 51 | 24 décembre  | Adele                           | 30                                 | 44 846                          | [ 162 ]                         |           |                                |        |
| 52 | 31 décembre  | Orelsan                         | Civilisation                       | 20 885                          | [ 163 ]                         |           |                                |        |

## Les meilleurs scores de l'année
Voici la liste des meilleurs scores de singles et d'albums de l'année,.

### Singles
| №  | Artiste                                                 | Titre                          |
| -- | ------------------------------------------------------- | ------------------------------ |
| 1  | Naps                                                    | La Kiffance                    |
| 2  | Soso Maness featuring PLK                               | Petrouchka                     |
| 3  | Oboy                                                    | TDB                            |
| 4  | Kofs, Soso Maness, Elams, Jul, SCH, Naps, Solda, Houari | Bande organisée                |
| 5  | Lil Nas X                                               | Montero (Call Me by Your Name) |
| 6  | The Weeknd                                              | Save Your Tears                |
| 7  | Tayc                                                    | Le Temps                       |
| 8  | Dua Lipa & Angèle                                       | Fever                          |
| 9  | Alonzo featuring Jul & Naps                             | La Seleçao                     |
| 10 | Booba featuring JSX                                     | Mona Lisa                      |
| 11 | CKay featuring Joeboy & Kuami Eugene                    | Love Nwantiti                  |
| 12 | Gazo                                                    | Haine&Sex                      |
| 13 | Koba LaD featuring Gazo                                 | Daddy Chocolat                 |
| 14 | Ed Sheeran                                              | Bad Habits                     |
| 15 | The Weeknd                                              | Blinding Lights                |
| 16 | Moha K                                                  | Vroum Vroum                    |
| 17 | The Kid Laroi & Justin Bieber                           | Stay                           |
| 18 | Kore & Ninho                                            | Mon Poto                       |
| 19 | Therapie Taxi                                           | Été 90                         |
| 20 | Dua Lipa featuring DaBaby                               | Levitating                     |

### Albums
| N° | Artiste            | Titre                       |
| -- | ------------------ | --------------------------- |
| 1  | Orelsan            | Civilisation                |
| 2  | Grand Corps Malade | Mesdames*                   |
| 3  | Les Enfoirés       | Les Enfoirés à côté de vous |
| 4  | SCH                | JVLIVS II                   |
| 5  | Damso              | QALF*                       |
| 6  | Adele              | 30                          |
| 7  | Vianney            | N'attendons pas*            |
| 8  | Jul                | La Machine*                 |
| 9  | Vitaa & Slimane    | VersuS*                     |
| 10 | Soprano            | Chasseur d'étoiles          |
| 11 | Clara Luciani      | Cœur                        |
| 12 | Dua Lipa           | Future Nostalgia*           |
| 13 | Ninho              | M.I.L.S 3*                  |
| 14 | Ninho              | Jefe                        |
| 15 | Dadju              | Poison ou Antidote*         |
| 16 | Naps               | Les Mains faites pour l'or  |
| 17 | Djadja & Dinaz     | Spleen                      |
| 18 | Booba              | Ultra                       |
| 19 | PNL                | Deux frères*                |
| 20 | Julien Doré        | Aimée*                      |

* Certains albums ont également été commercialisés en 2019 ou 2020.